# Plagodis ouvrerdi
Plagodis ouvrerdi là một loài bướm đêm trong họ Geometridae.